# United Democratic Front
United Democratic Front (UDF) is een Namibische politieke partij. Ze ontstond bij de onafhankelijkheid als een alliantie tussen acht partijen die niet zoveel overeenkomsten hadden. De Damara Council, een van de acht, nam al snel de leiding binnen de partij en heeft die nog altijd. UDF wordt daarom als een etnische partij voor Damara's gezien. UDF's voorzitter is dan ook de (niet-officiële) Damarakoning Justus ǁGaroëb en haar stemmen behaalt ze bijna uitsluitend in gebieden waar veel Damara's wonen. Ze pleit voor meer decentralisatie en een gemengde economie.
Van 23 tot 25 november 2013 organiseert de partij een congres in Khorixas om onder andere een nieuwe partijvoorzitter aan te duiden. ǁGaroëb zal opstappen om plaats maken aan jongere mensen. De partij denkt eraan om geen presidentskandidaat te voorzien voor de nationale verkiezingen van 2014 en zich volledig te concentreren op het behalen van meet zetels in het parlement.

## Verkiezingsuitslagen

### Parlement
| Verkiezingen | Stemmenpercentage | Zetels |
| ------------ | ----------------- | ------ |
| 2009         | 2,40 %            | 2      |
| 2004         | 3,10 %            | 3      |
| 1999         | 2,90 %            | 2      |
| 1994         | 2,68 %            | 2      |
| 1989         | 5,65 %            | 4      |

### President
| Verkiezingen | Kandidaat      | Stemmenaantal | Stemmenpercentage |
| ------------ | -------------- | ------------- | ----------------- |
| 2009         | Justus ǁGaroëb | 19.258        | 2,37 %            |
| 2004         | Justus ǁGaroëb | 31.354        | 3,83 %            |
| 1999         | Justus ǁGaroëb | 15.635        | 2,90 %            |
| 1994         | –              | –             | –                 |